# Železniční trať Rudoltice v Čechách – Lanškroun
Železniční trať Rudoltice v Čechách – Lanškroun (v jízdním řádu pro cestující je uvedená jako součást tratě 270 spolu s tratí Česká Třebová – Přerov) vede z Rudoltic v Čechách do Lanškrouna. Jedná se o jednokolejnou regionální trať. Provoz byl zahájen v roce 1885. Roku 1913 byla trať přeložena do stanice Rudoltice v Čechách; do té doby byla zaústěna do tratě 270. Pravidelná osobní doprava je obsluhována vozy 841 a jednotkami 814. Jízdenky lze koupit pouze v Lanškrouně.

## Historie
Listina o koncesi pro místní dráhu z Rudoltic do Lanškrouna ze dne 15. ledna 1884 byla udělena společnosti priv. rakouské dráhy státní. Koncese propůjčila právo stavěti trať železniční, která provedena bude jako místní dráha o rozchodu pravidelném, a právo po ní jezditi.
Společnost pak jest povinna ihned započíti a jí nejdéle do 31. prosince 1884 dokonati, vystavěnou dráhu pak veřejné vozbě odevzdati a po celou dobu koncesse pravidelnou vozbu provozovati.
Dráhu provozovala „Rakouská společnost státní dráhy“ od 1. ledna 1885 až do svého zestátnění roku 1908.

### Co vypovídají staré jízdní řády
| rok                                                               | trať                                | počet vlaků |
| ----------------------------------------------------------------- | ----------------------------------- | ----------- |
| 1912                                                              | 10 Rudelsdorf – Landskron           | 8 Os        |
| 1921 léto                                                         | 172 Rudoltice v Čechách – Lanškroun | 7 Sm        |
| 1928/29 zima                                                      | 178 Rudoltice v Čechách – Lanškroun | 10 M        |
| 1944/45                                                           | 1544v Rudelsdorf – Landskron        | 10 Os       |
| 1945/46                                                           | 26b Rudoltice v Čechách – Lanškroun | 7 Os        |
| 1959/60                                                           | 27e Rudoltice v Čechách – Lanškroun | 10 Os       |
| 1988/89                                                           | 272 Rudoltice v Čechách – Lanškroun | 9 Os        |
| 2002/03                                                           | 272 Rudoltice v Čechách – Lanškroun | 20 Os       |
| 2012/13                                                           | 019 Česká Třebová – Lanškroun       | 21 Os       |
| 2019/20                                                           | 019 Česká Třebová - Lanškroun       | 17 Os       |
| 2019/20                                                           | 019 Rudoltice v Čechách - Lanškroun | 22 Os       |
| 2019/20                                                           | 019 Lanškroun - Rudoltice v Čechách | 22 Os       |
| 2019/20                                                           | 019 Lanškroun - Česká Třebová       | 17 Os       |
| Vysvětlivky Sm – smíšený vlak, M – motorovývlak, Os – osobní vlak |                                     |             |

## Budoucnost
V roce 2027 je v plánu prostá elektrizace trati a osazení zabezpečovacím systémem ETCS.

## Navazující tratě

### Rudoltice v Čechách
- Trať 019: Česká Třebová – Třebovice v Č. – Rudoltice v Č. – Zábřeh na Mor.